# Plestiodon anthracinus
Plestiodon anthracinus (вугільний сцинк) — вид сцинкоподібних ящірок родини сцинкових (Scincidae). Ендемік США.

## Опис
Вугільні сцинки — сцинки середнього розміру, довжина яких (враховуючи хвіст) становить 13-18 см, їх максимальна довжина без врахування хвоста становить 7 см. Вони мають темне забарвлення з чотирма світлими поздовжніми смугами, які йдуть від голови до хвоста. Під час весняного сезону розмноження у самців голова з боків червоніє, принаймні в деяких частинах ареалу.

## Підвиди
Виділяють два підвиди:
- Plestiodon anthracinus anthracinus Baird, 1849 — північний вугільний сцинк;
- Plestiodon anthracinus pluvialis (Cope, 1880) — південний вугільний сцинк.

## Поширення і екологія
Вугільні сцинки поширені на сході США. Північні вугільні сцинки мешкають на заході Нью-Йорку, в центральній Пенсільвані та в Аппалачах. Південні вугільні сцинки поширені на північно-східному узбережжі Мексиканської затоки від Флоридського виступу до Луїзіани, а також на захід від Міссісіпі, від східного Канзасу та центральної Міссурі до східного Техасу та північної Луїзіани. Розрізнені змішані популяції обох підвидів трапляються в Алабамі та Джорджії.
Вугільні сцинки живуть на вологих, порослих лісом схилах пагорбів, серед опалого листя і каміння, а також поблизу джерел і в скелястих долинах струмків. При небезпеці ховаються серед повалених дерев і каміння або під камінням на мілководді. Розмножуються навесні або на початку літа. Відкладають яйця, в кладці 8-9 яєць завдовжки 10-11 мм. Молоді сцинки народжуються через 4-5 тижнів, при народжені вони мають довжину 4-5 см. У молодих сцинків блакитний хвіст; північні вугільні сцинки смугасті, як і дорослі особини, але молоді південні вугільні сцинки мають чорне тіло з ледь помітними слідами смуг.